# ホワイト・サルファー・スプリングス駅
ホワイト・サルファー・スプリングス駅（英語：White Sulphur Springs Station）は、ウェストバージニア州ホワイト・サルファー・スプリングス ウェスト・メイン・ストリート315にある駅。駐車場がある。

## 利用可能な鉄道路線／列車

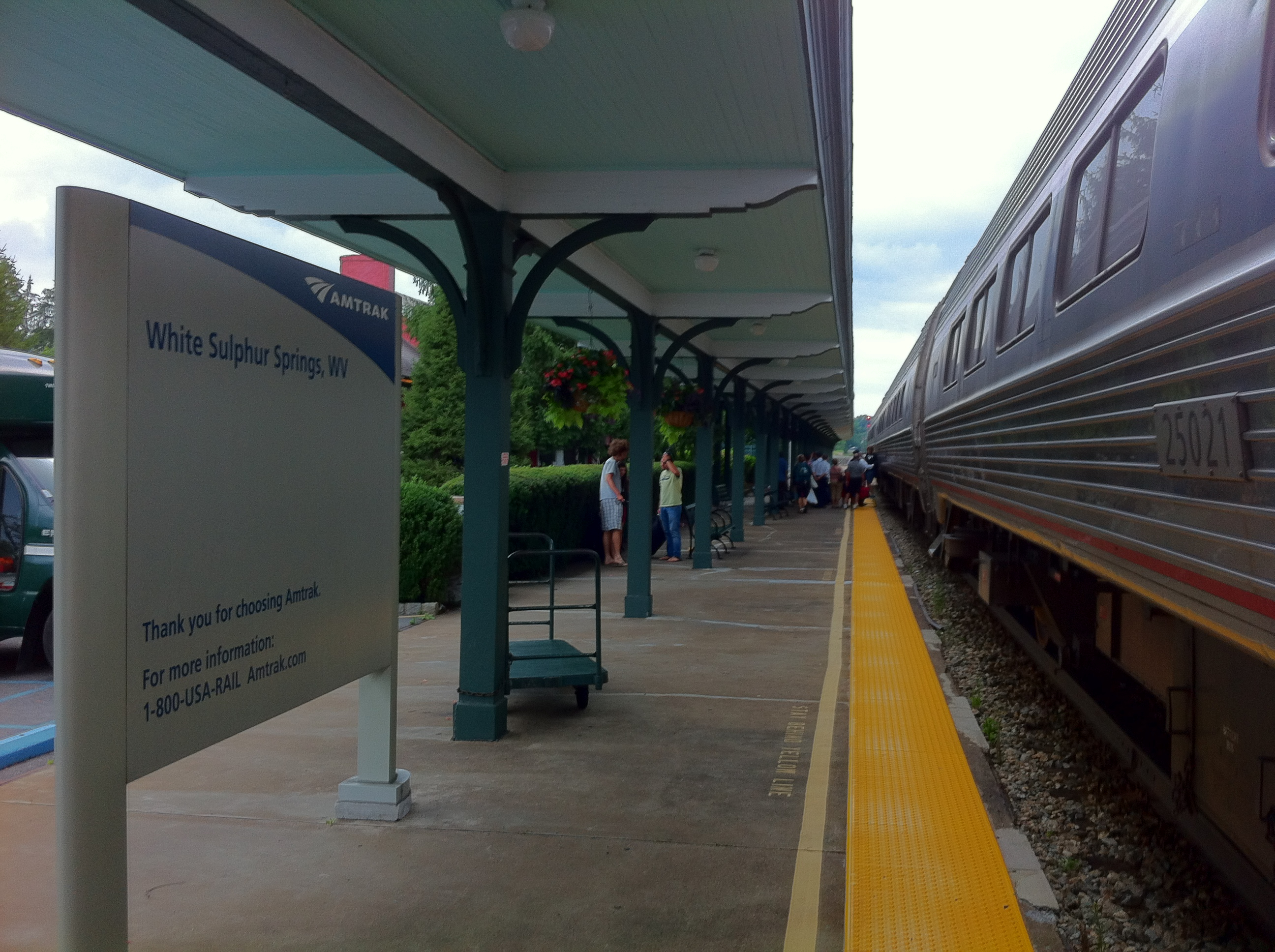
ホワイト・サルファー・スプリングス駅に停車するカーディナル号

アムトラックの停車する列車は下記の通り。
シカゴとワシントン間の夜行長距離列車カーディナル号…週3往復停車